# Nebria charlottae
Nebria charlottae är en skalbaggsart som beskrevs av Carl Hildebrand Lindroth. Nebria charlottae ingår i släktet Nebria och familjen jordlöpare. Inga underarter finns listade i Catalogue of Life.